# Pycnoclavella nana
Pycnoclavella nana is een zakpijpensoort uit de familie van de Clavelinidae. De wetenschappelijke naam van de soort is, als Clavelina nana, voor het eerst geldig gepubliceerd in 1890 door Lahille.